# Allium longanum
Allium longanum är en amaryllisväxtart som beskrevs av Renato Pampanini. Allium longanum ingår i släktet lökar, och familjen amaryllisväxter. Inga underarter finns listade i Catalogue of Life.